# ZIRP

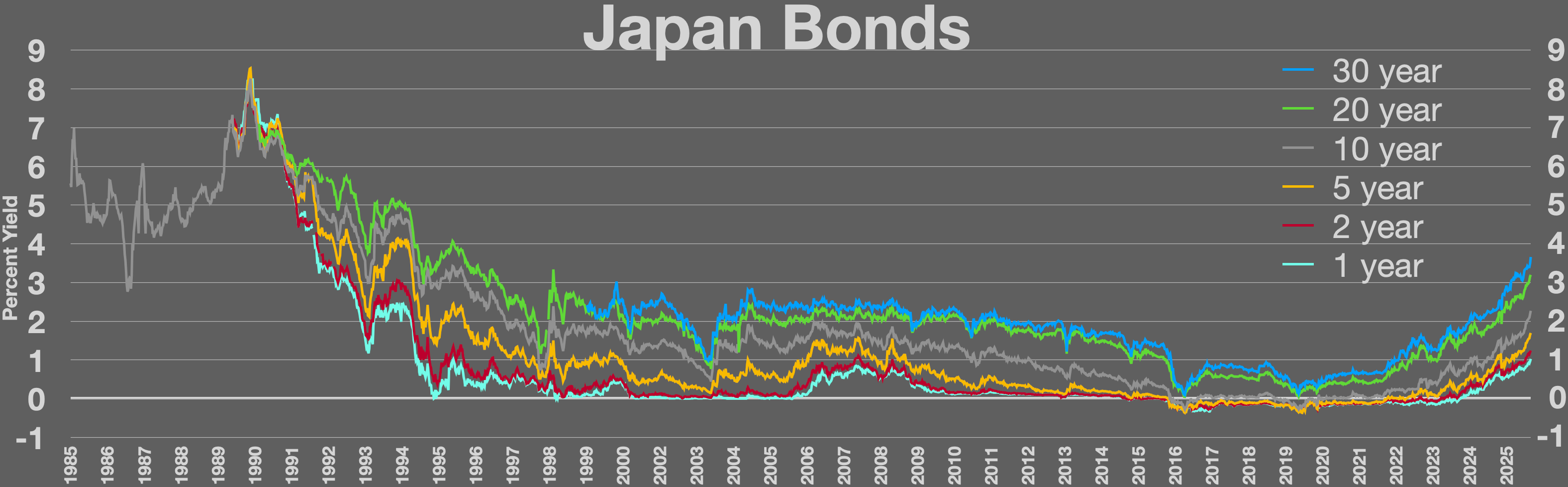
Bons del Japó. Corba de rendiments invertida el 1990. Política de tipus d'interès zero a partir de 1995. La política de tipus d'interès negatius va començar el 2014.

La política de tipus d'interès zero (ZIRP) és un concepte macroeconòmic que descriu condicions amb un tipus d'interès nominal molt baix, com les del Japó contemporani i els Estats Units des de desembre de 2008 fins a desembre de 2015. El ZIRP es considera un instrument de política monetària no convencional i es pot associar amb un creixement econòmic lent, deflació i despalanquejament.
Sota ZIRP, el banc central manté un tipus d'interès nominal del 0%. El ZIRP és una fita important en la política monetària perquè el banc central normalment ja no pot reduir els tipus d'interès nominals. ZIRP està molt relacionat amb el problema d'una trampa de liquiditat, on els tipus d'interès nominals no poden ajustar-se a la baixa en un moment en què l'estalvi supera la inversió.
No obstant això, alguns economistes, com els monetaristes del mercat, creuen que la política monetària no convencional, com ara la relaxació quantitativa, pot ser efectiva al límit inferior zero.
Altres argumenten que quan la política monetària ja s'utilitza al màxim, els governs han d'estar disposats a utilitzar la política fiscal per crear llocs de treball. S'espera que el multiplicador fiscal de la despesa pública sigui més gran quan els tipus d'interès nominals siguin zero del que ho serien quan els tipus d'interès nominals són per sobre de zero. L'economia keynesiana sosté que el multiplicador està per sobre d'un, el que significa que la despesa del govern augmenta efectivament la producció. En el seu article sobre aquest tema, Michael Woodford troba que, en una situació ZIRP, la política òptima per al govern és gastar prou en estímul per cobrir tota la bretxa de producció.
Chris Modica i Warren Sulmasy troben que la política ZIRP es deriva de la necessitat de refinançar un alt nivell de deute públic nord-americà i de la necessitat de recapitalitzar el sistema bancari mundial arran de la crisi financera de 2007-2008.
El problema del límit inferior zero es refereix a una situació en què el tipus d'interès nominal a curt termini és zero, o just per sobre de zero, provocant una trampa de liquiditat i limitant la capacitat que té el banc central per estimular el creixement econòmic. Aquest problema va tornar a cobrar protagonisme amb l'experiència del Japó durant la dècada de 1990 i més recentment amb la crisi subprime. La creença que la política monetària sota la ZLB va ser eficaç per promoure el creixement de l'economia ha estat criticada pels economistes Paul Krugman, Gauti Eggertsson i Michael Woodford, entre d'altres. Milton Friedman, d'altra banda, va argumentar que un tipus d'interès nominal zero no presenta cap problema per a la política monetària, ja que un banc central només pot augmentar la base monetària si continua comprant bons.